# Zeche Bongerbank
Die Zeche Bongerbank ist ein ehemaliges Steinkohlenbergwerk in Steele. Die Zeche baute auf dem Grubenfeld der ehemaligen Gartfeldischen Kohlgruben ab und war auch unter den Namen Zeche Bunger Banck, Zeche Bongersbanck, Zeche Bongertsbanck, Zeche Bongartsbanck und Zeche Bommerbanck bekannt. Die Zeche Bongerbank ist eines der ältesten Bergwerke in Steele.

## Geschichte

### Anfänge als Gartfeldische Kohlgruben
Die Gartfeldischen Kohlgruben in Steele wurden auch nur die Gartfeldischen genannt und befand sich hinter Möckerhoffs Sypen. Das Bergwerk ist vermutlich identisch mit der Zeche Steeler Kohlenberg. Die Anfänge dieses Bergwerks liegen bereits im Jahr 1645. Am 24. Juni des Jahres 1645 wurde der Mutschein für die Unternehmer Henrich ob der Locht und Ludger Aldthoff und Consorten ausgestellt. Die Genehmigung zur Bearbeitung des Kohlbergs wurde durch den ersten Bergmeister der Grafschaft Mark, Diedrich von Diest, erteilt. Am 24. Mai 1646 wurde ein Mutschein für Johan Hugo von Schueren und Herrn zu Horst ausgestellt, später kamen noch weitere Gewerken hinzu, jedoch wechselte die Zusammensetzung der Gewerkschaft mehrfach. Die Gewerken wurden kurz "Die Gartfeldischen" genannt. Dieser erste "Kohlberg", den die Gewerken am Stadtrand von Essen-Steele bearbeiteten, wurde als Gartfeldischer Bergbau bezeichnet. Am 14. Dezember 1647 kam es nach der Besichtigung zur Belehnung durch Diedrich von Diest. Bei der Belehnung waren mindestens ein Stollen und ein Schacht vorhanden, außerdem war bereits ein Flöz im Bereich der heutigen Straße Kanarienberg aufgeschlossen. Am 13. September des Jahres 1649 wurden die Gewerken zur Abführung des Zehnten aufgefordert, das Bergwerk war zu diesem Zeitpunkt in Betrieb. Der genaue Zeitpunkt der Stilllegung ist nicht bekannt. Ab 1724 wurde in dem Grubenfeld durch die Zeche Bongerbank weiter Abbau betrieben.

### Betrieb als Bongerbank
Trotz der fast fünfzigjährigen Bergwerksgeschichte ist über die Zeche Bongerbank nur wenig bekannt. Am 15. Dezember des Jahres 1724 wurde das Grubenfeld Dicke Bongerbank verliehen, anschließend ging das Bergwerk in Betrieb. In den Jahren 1737, 1738, 1749 bis 1751, 1758, 1759, 1761 bis 1763, 1768, 1769 und 1772 war das Bergwerk nachweislich ihn Betrieb. In den Jahren 1749 bis 1751 gehörte das Bergwerk vermutlich zur Zeche Kohlberg an der Glashütte, da beide Bergwerke in diesem Zeitraum eine gemeinsame Betriebsabrechnung aufwiesen. In den Jahren 1761 bis 1763 gab die Zeche Bongerbank Ausbeute ab. Im Jahr 1772 wurde die Kohlenlieferung nach Kleve über die Ruhr durchgeführt. Bereits vor dem Jahr 1774 kam es zu einer Vereinigung mit der Zeche Vierfußbank zur Zeche Bongerbank & Vierfußbank. Am 15. Juli des Jahres 1784 wollte der Leiter des märkischen Bergamtsbezirkes Freiherr vom Stein das Bergwerk befahren. Da das Bergwerk zu diesem Zeitpunkt nicht in Betrieb war, fand die Befahrung nicht statt. Vom Stein machte in seinem Protokoll Angaben über den Zustand und die Haldenbestände des Bergwerks. Er gab Anweisung an den Obersteiger Bettermann, das Bergwerk zu einem späteren Zeitpunkt zu befahren, um zu überprüfen, ob die Grubenbaue noch nutzbar sind.

### Zeche Vierfußbank
Über die Zeche Vierfußbank in Steele ist ebenfalls nur wenig bekannt. Am 15. Dezember erfolgte die Verleihung der Berechtsame, anschließend ging das Bergwerk in Betrieb. In den Jahren 1749 bis 1751 wurde die Betriebsabrechnung gemeinsam mit der Zeche Kohlberg an der Glashütte geführt, vermutlich gehörten zu diesem Zeitpunkt beide Zechen zusammen. Bereits vor dem Jahr 1774 kam es zu einer Vereinigung mit der Zeche Bongerbank zur Zeche Bongerbank & Vierfußbank.

### Betrieb als Bongerbank & Vierfußbank
Die Zeche Bongerbank & Vierfußbank war auch unter dem Namen Zeche Dicke Bongerbank & Vierfußbank bekannt und ist bereits vor dem Jahr 1774 aus dem Zusammenschluss der beiden eigenständigen Zechen Bongerbank und Vierfußbank entstanden. Am 15. Dezember 1774 wurde ein Längenfeld hinzuverliehen, anschließend wurde Abbau betrieben. Im Jahr 1781 war das Bergwerk nachweislich in Betrieb. 1782 wurde es stillgelegt, da die Kohlenvorräte abgebaut waren. Im Jahr 1827 konsolidierte die Zeche mit weiteren Berechtsamen zur Zeche Einigkeit.